# Madeleine-Angélique-Charlotte de Bréhan
Madeleine-Angélique-Charlotte de Bréhan, duquesa de Maillé (15 de abril de 1750-26 de julio de 1819), fue una cortesana francesa. Sirvió como dama de compañía de la reina María Antonieta desde 1788 hasta 1789.

## Familia y vida en la corte
Hija de Marie-Jacques, marqués de Bréhan y vizconde de l'Isle, y de Marie-Jeanne-Angélique Delpech de Cailly, contrajo matrimonio el 8 de marzo de 1769 con Charles-René de Maillé de La Tour-Landry (1732-1791), duque de Maillé, con quien tuvo dos hijos: Charles-François-Armand, nacido el 26 de enero de 1770, y Charles-Jean, nacido el 24 de junio de 1771.
La duquesa sucedió a la vizcondesa de Choiseul-Praslin como dama del palacio en julio de 1788. El 19 de julio, María Antonieta escribió al barón de Breteuil, secretario de Estado de la Casa del Rey: "Mme de Praslin me ha enviado su dimisión de su puesto de dama del palacio, me haréis feliz, Monsieur le baron, de tomar la orden del rey para (...) de Maillé, a quien el primer puesto estaba destinado". Al día siguiente, la orden fue ratificada.

## Revolución francesa
Tras tener conocimiento del peligro corrido por María Antonieta en las Tullerías el 10 de agosto de 1792, la duquesa trató, sin éxito, de reunirse con la reina, siendo posteriormente encarcelada en la prisión de la rue de Sèvres, en París. Condenada a muerte, la duquesa advirtió de un error en sus apellidos durante la lectura del acta de acusación, lo que provocó el aplazamiento de su ejecución mientras el acta era subsanada, logrando evitar la guillotina debido a la ejecución de Robespierre dos días después, tras lo cual fue liberada. Murió en 1819.